# Список автомагістралей Бельгії

Автостради в Бельгії

Автомагістралі Бельгії (нід. autosnelwegen; фр. autoroutes; нім. Autobahnen) позначаються цифрами A та E (для Європи). Найчастіше використовуються літери E. Дороги, які є (частинами) кільцевої дороги навколо міста, зазвичай позначаються літерами R.
З 1989 року всі автомагістралі будуються та обслуговуються урядами трьох регіонів (Фландрії, Валлонії та Брюсселя).
Фактори безпеки на автомагістралях у Бельгії,
- 60% загиблих мандрівників не пристебнули ремінь безпеки;
- На 38% аварій впливає швидкість;
- Приблизно 30% аварій стаються поблизу виїзду або в’їзду з автомагістралі, а 5% аварій – на перехресті;
- 19% водіїв були зупинені в момент ДТП;
- 13% нещасних випадків стається на робочій зоні[1].

## A1 - A12 (радіальні автостради)
Цей список стосується автомагістралей, які починаються від кільця Брюсселя до інших міст за годинниковою стрілкою: A1 на північ, A2 на північний схід, A3 на схід тощо.
NB. автостради A5, A6 і A9 ніколи не були побудовані.
- A1 (E19)
  - Ця автомагістраль сполучає Брюссель – Мехелен – Антверпен – з кордоном Нідерландів і далі до ( Бреда )
  - Довжина 68 кілометрів.
  - Розташування лише у Фламандському регіоні
- A2 (E314)
  - Ця автомагістраль сполучає Льовен - Арсхот - Діест - Генк - Маасмехелен - до кордону Нідерландів і далі до (Гелен)
  - Довжина 86 кілометрів.
  - Розташування лише у Фламандському регіоні
- A3 (E40)
  - Брюссель - Левен - Льєж - Німеччина (Ахен)
- A4 (E411)
  - Брюссель - Намюр - Арлон - Люксембург (Люксембург (місто))
- A7 (E19)
  - Галле - Нівель - Монс - Франція (Валансьєн)
- A8 (E429 і E42)
  - Галле - Турне - Франція (Лілль)
- A10 (E40)
  - Брюссель - Алст - Гент - Брюгге - Остенде
- A12
  - Брюссель - Бум - Антверпен - Нідерланди (Берген оп Зум)

## A11 - A54 (другорядні автомагістралі)
- A11 (E34)
  - Антверпен - Зельзате
- A13 (E34 і E313)
  - Антверпен - Хасселт - Льєж
- A14 (E17)

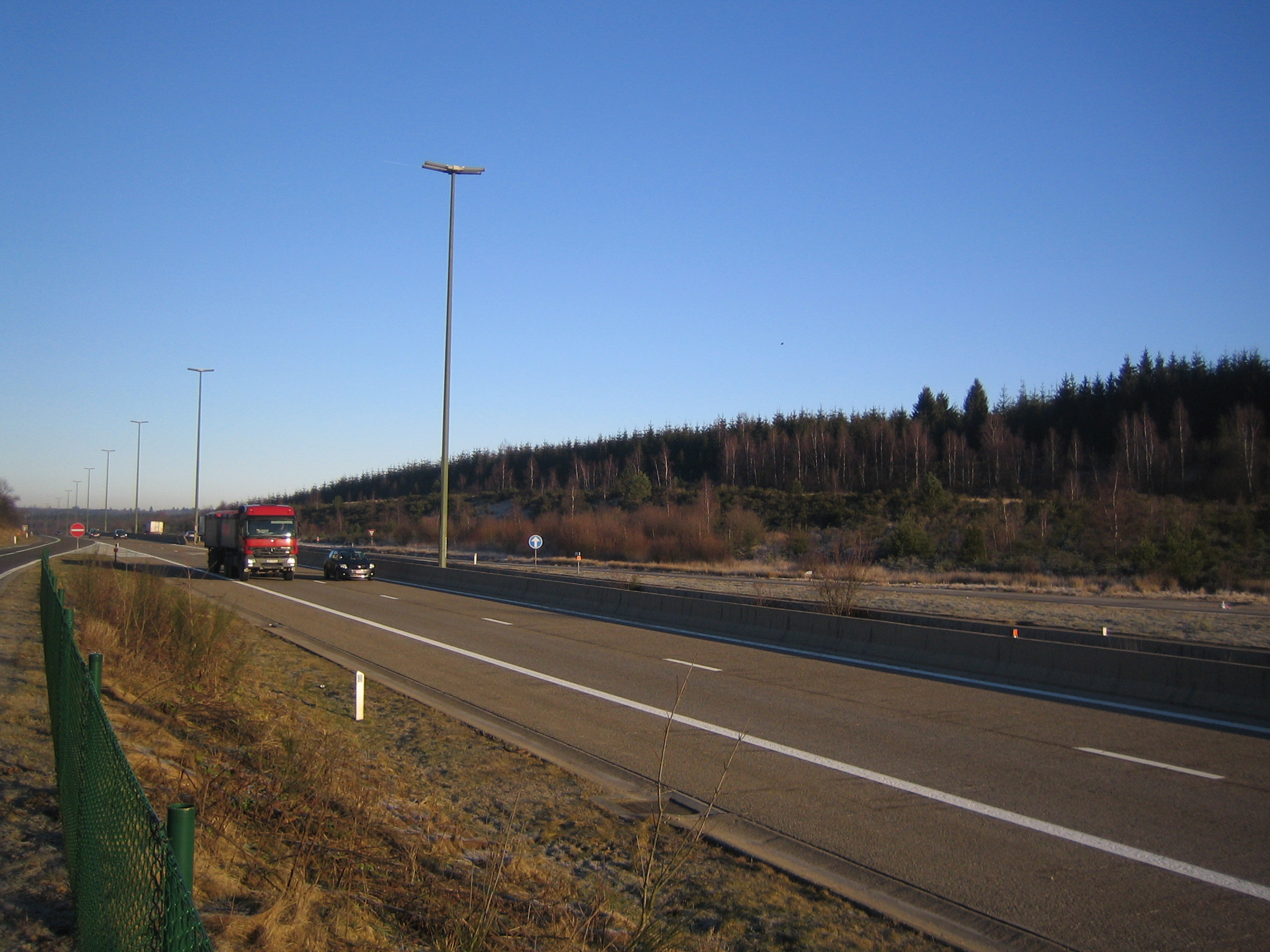
A27 поблизу Сент-Віта

  - Антверпен - Сінт-Ніклас - Гент - Кортрейк - Франція (Лілль)
- A15 (E42)
  - Ла Лув'єр - Шарлеруа - Намюр - Льєж
- A16 (E42)
  - Монс - Турне
- A17 (E403)
  - Брюгге - Кортрейк - Турне
- A18 (E40)
  - Брюгге - Верн - Франція (Дюнкерк)
- A19
  - Кортрейк - Іпр
- A21 (E34)
  - Антверпен - Тюрнгаут - Нідерланди (Ейндговен)
- A25 (E25)
  - Льєж - Візе - Нідерланди (Маастрихт)
- A26 (E25)
  - Льєж – Бастонь – Нефшато
- A27 (E42)
  - Баттіс - Верв'є - Maльмеді - St. Vith - Німеччина (Бітбург)
- A28 (E411)
  - Обанж - Франція (Лонгві)
- A54
  - Нівель - Шарлеруа

## A112 - A604 (місцеві автостради)
- A112
  - Вільрійк - A12
- A201
  - Аеропорт Брюсселя - Брюссель
- A501
  - Ла Лув'єр - A7
- A503
  - Шарлеруа - Мон-сюр-Марш'єн
- A601
  - A3 - A13 (біля Льєжа, закрито)
- A602 (E25)
  - A3 - A26 (біля Льєжа)
- A604
  - Сераінг - A15

## Перервані проекти
- A5: Брюссель - Шарлеруа - Філіпвіль - Кувен - Франція
- A6: перехрестя A7-A54 - перехрестя A15-R3 (захід)
- A9: Андерлехт - Герардсберген ? - Кортрейк
- A20: Перкпольдер - Монс
- A22: Холсбек - Вавр - Лувен-ла-Нев
- A23: Тілбург (Нідерланди) - Арсхот - Намюр
- A24: Хасселт – Ломмель – Нідерланди (Ейндховен) (Дорога є національною дорогою (N74), хоча на ділянці між Хелхтереном і голландським кордоном є знаки автомагістралі)
- A30: Монс - Мобеж (Франція)
- A101: мав з'єднати Ранст - Мехелен
- A102: мав з'єднати Мерксем - Воммельгем
- A301: мав з'єднати Брюгге - порт Брюгге-Зебрюгге
- A603: Бюренвіль - Коронмез
- A605: Серекше-Хойзе - Бофе

## Кільцеві дороги (R)

### Головні
- R0 - Брюссель (зовнішнє кільце)
- R1 - Антверпен (внутрішнє кільце)
- R2 - Антверпен (зовнішнє кільце)
- R3 - Шарлеруа (зовнішнє кільце)
- R4 - Гент (зовнішнє кільце)
- R5 - Монс
- R6 - Мехелен
- R7 - Льєж
- R8 - Кортрейк
- R9 - Шарлеруа (внутрішнє кільце)

### Вторинний

#### Антверпен
- R10 - Антверпен (внутрішнє кільце)
- R11 - Антверпен (друге зовнішнє кільце)
- R12 - Мехелен (внутрішнє кільце)
- R13 - Турнхаут
- R14 - Geel
- R15 - Херенталс
- R16 - Лієр
- R18 - Retie

#### Брабант
Колишня провінція Брабант, нині відповідає Фламандському Брабанту, Валлонському Брабанту та Брюссельському столичному регіону.
- R20 - Мале кільце Брюсселя
- R21 - Проміжне кільце Брюсселя
- R22 - Велике кільце або друге кільце Брюсселя
- R23 - Левен
- R24 - Нівель
- R25 - Аршот
- R26 - Diest
- R27 - Tienen

#### Західна Фландрія
- R30 - Брюгге
- R31 - Остенде
- R32 - Роселаре
- R33 - Poperinge
- R34 - Торхаут
- R35 - Варегем
- R36 - Кортрейк

#### Східна Фландрія
- R40 - Гент (внутрішнє кільце)
- R41 - Aalst
- R42 - Сінт-Ніклас
- R43 - Eeklo

#### Ено
- R50 - Mons (inner ring)
- R51 - Charleroi (inner ring)
- R52 - Tournai
- R53 - Châtelet
- R54 - La Louvière
- R55 - Chimay

#### Льєж
- R61 - Верв'є
- R62 - Анню

#### Лімбург
- R70 - Hasselt (внутрішнє кільце)
- R71 - Hasselt (зовнішнє кільце)
- R72 - Тонгерен
- R73 - Брі

## Сполучні дороги (B)
Префікс літери В від французького слова «bretelle».

### Антверпен
- B101: A1/E19 - N1 (Мехелен)
- B102: R1 - N70 (Linkeroever, Антверпен)

### Брабант
Колишня провінція Брабант, нині відповідає Фламандському Брабанту, Валлонському Брабанту та Брюссельському столичному регіону.
- B201: R0 - Еразм/Еразмус
- B202: R0 - Avenue de l'Humanité/Humaniteitslaan
- B202a: R202 - N266

### Східна Фландрія
- B401: A14/E17 - Центр міста (Гент)
- B402: A10/E40 - R4 (Сінт-Денійс-Вестрем)
- B403: A10/E40 - R4 (Мерелбеке)
- B404: A11/E34 - R43 (Eeklo)

### Ено
- B505: A7/E19/E42 - R50 (Монс)

### Льєж
- B601: A27/E42 - N640 (Tiège, Jalhay)
- B602: A26/E25 - N633 (Tilff, Esneux)

### Намюр
- B901: A4/E411 - N90 (Лойєрс, Намюр)